# Ibab Facula
L'Ibab Facula è una struttura geologica della superficie di Mercurio.